# Stazione di Santa Eugenia
La stazione di Santa Eugenia è una stazione ferroviaria ubicata sulla linea Madrid-San Fernando de Henares. Serve l'omonimo quartiere del distretto Villa de Vallecas di Madrid.

## Storia
La stazione è stata inaugurata con l'istituzione dei servizi di Cercanías di Madrid negli anni ottanta.
La stazione è stata teatro di uno degli attentati dell'11 marzo 2004.

## Servizi
- Parcheggio di scambio

## Movimento
L'infrastruttura è servita linee C-2, C-7 e  C-8 della rete delle cercanías di Madrid.